# Procephalothrix aliena
Procephalothrix aliena är en djurart som tillhör fylumet slemmaskar, och som först beskrevs av Punnett 1903.  Procephalothrix aliena ingår i släktet Procephalothrix och familjen Cephalothricidae. Inga underarter finns listade i Catalogue of Life.